# Axular
Pedro de Aguerre y Azpilicueta (Urdax, 1556 - Sare, 1644), conocido como Axular, Pedro de Axular o Atxular fue un escritor navarro en euskera, principal representante de la Escuela de Sara y considerado un referente en la literatura en euskera.
Su libro Gero (Después) de 1643, es el primer texto en prosa original en lengua vasca. De estilo labortano clásico, sirvió como base para la estandarización de la lengua vasca.

## Biografía
Nació en Urdax, en Navarra (1556), en un caserío llamado Axular, de donde recibiría su sobrenombre. Realizó sus estudios de Teología en Pamplona y los de ciencias humanas, Retórica y Filosofía en Lérida y Salamanca. En 1596 se ordenó sacerdote en la localidad francesa de Tarbes y durante cuatro años fue predicador en San Juan de Luz, cuyo obispo, Bertrand d'Echaux, lo nombraría rector de Sara (Sara en euskera). 
Un sacerdote de San Juan de Luz llamado Joanes Harostegi denunció a Axular, creyéndose con derecho a la parroquia y alegando que Axular era extranjero. Mas Axular sostuvo que él era navarro, por lo tanto súbdito del rey de Francia y Navarra Enrique IV y pidió la naturalización. La respuesta del monarca no se hizo esperar, la naturalización era innecesaria pues los navarros eran súbditos suyos. Debido a ello el parlamento de Burdeos dos días después extendió un auto por el cual se mantenía a Axular en su cargo y donde se desdecía de la sentencia del 20 de agosto de 1601. Permaneció al frente de dicha parroquia durante el resto de su vida. Allí falleció, en 1644.

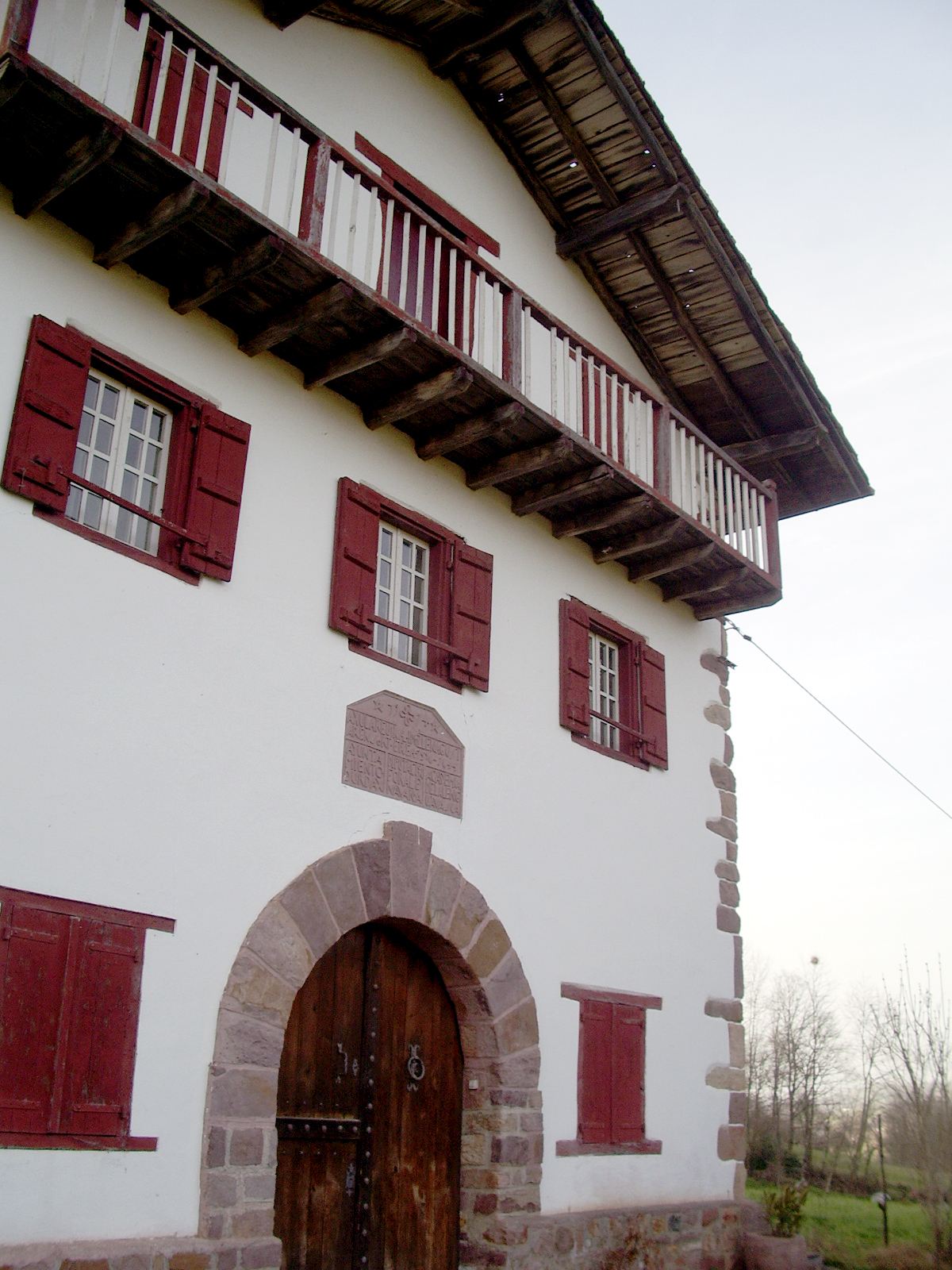
La casa natal de Axular, en Urdax.

Vivió en un entorno rico y cambiante: mientras España entraba en decadencia Francia vivía una época dorada, pues aun siendo ambos países católicos, este último vivía una gran sed de sabiduría que le llevaría a buscar más allá del cristianismo. Tampoco debe olvidarse que después de la Paz de los Pirineos Francia vivía una época de tranquilidad y cuando Axular escribió Gero, el catolicismo se había afianzado en Francia.

## Axular en el folclore popular
La figura de Axular, gracias a la imaginación popular, se convirtió en el protagonista de algunos cuentos tradicionales. Según contaron los más ancianos de Sara al etnólogo Joxemiel Barandiaran, Axular se licenció junto con su hermano en toda clase de ciencias ocultas en la universidad que el diablo fundó en una cueva de Salamanca. De ahí las dotes retóricas y la erudición del escritor, que despertaban la admiración en toda su parroquia. Desgraciadamente, Axular tuvo que sufrir el resto de su vida el tener que verse desposeído de su sombra, ya que esta pasó a manos del diablo como pago de la matrícula universitaria. Está claro, sin embargo, que esta leyenda es una adaptación de otra leyenda mucho más antigua de la mitología vasca.

## Obra
Gero, bi partetan partitua eta berezia (1643) conocida generalmente como Gero ("Después") fue su única obra. La traducción al castellano del título completo dice así: "Después, dividido en dos partes". En la primera, se pone de manifiesto cuánto daño provoca la dilación, el dejar los quehaceres después. En la segunda, se guía a quien, dejando las dilaciones, quiere dedicarse enseguida a sus obligaciones. En su prólogo dirigido al lector, indica lo siguiente:

..."Badaquit halaber ecin heda naitequeyela euscarazco minçatce molde guztietara. Ceren anhitz moldez eta diferentequi minçatcen baitira euscal herrian, Naffarroa garayan, Naffarroa beherean, Çuberoan, Lappurdin, Bizcayan, Guipuzcoan, Alaba-herrian eta bertce anhitz leccutan". [ Sé asimismo que no puedo extenderme a todas las formas del euskara. Ya que de muchas maneras y diferentemente se habla en Euskal Herria, en la Alta Navarra, la Baja Navarra, Zuberoa, Lapurdi, Bizkaia, Gipuzkoa, Álava y en otros muchos sitios ]

De las Santas Escrituras, de los Doctores de la Iglesia y de los libros de devoción. Recopilado por Axular, párroco de Sara."
Se trata de una obra de literatura ascética: consta de sesenta capítulos y ha sido comparada con la "Guía de pecadores" de Fray Luis de Granada. Su contenido se resume en el refrán "Gero dioenak bego dio" ("Quien dice luego, dice déjalo"), es decir, prueba que dejar las tareas para luego es el lema del vago, y para ello utiliza los argumentos y frases de muchos autores clásicos, amontonándolos pero relacionándolos con maestría y belleza. 
Atendiendo al título parece, que había dos partes, pero en la actualidad solo se considera una, quizá porque ambas están en una, porque no escribió más o no llegó a publicar la segunda parte. 
El libro está dedicado a Bertrand de Etxauz, su maestro y protector, que por entonces era arzobispo de Tours. 
Utiliza una retórica propia de los sermones, ya que Axular fue predicador antes que escritor. Su finalidad es cambiar el comportamiento humano y, para ello, utiliza una gran gama de recursos retóricos, con tres intenciones fundamentales:
- Enseñar: desarrolla el tema con estilo calmado, tranquilo, razonado y de largas explicaciones.
- Ser agradable: ejemplifica continuamente con referencias y refranes.
- Mover al lector: cuando quiere ser azuzador, utiliza un ritmo ligero, un estilo directo (la segunda persona, es decir, el tuteo o hika), proposiciones más breves y una entonación interrogativa y exclamativa. Es decir, utiliza recursos propios del sermón eclesiástico.

## Crítica de Luis Villasante
Todas las lenguas poseen un escritor modelo en su literatura: Shakespeare, en inglés; Dante, en italiano; Cervantes, en castellano... Según muchos, Axular es el modelo que habría que tomar en  euskera. En opinión del crítico y experto Luis Villasante, cinco son las características que un escritor modélico debería cumplir y según él, Axular las cumple:
- Antigüedad: desde hace tres siglos y medio, sin interrupción, muchos escritores han alabado la obra de Axular. Desde la distancia que da el tiempo autores como Joanes Etxeberri de Sara, Manuel Larramendi, Pedro Antonio Añibarro, Intxauspe, el príncipe Louis Lucien Bonaparte, Julio Urquijo, Resurrección María de Azkue, José Luis Ormaetxea, Piarres Lafitte, Manuel Lekuona, Ibon Sarasola y otros más son admiradores de este.

- Originalidad: las traducciones no son originales obviamente: es por ello por lo que una obra culmen en la literatura tiene que ser original. Es verdad que Gero está lleno de citas de autores clásicos y que es posible que tuviera influencia (por ejemplo, en la temática de carácter religioso y adoctrinante, pero no en el tema, la forma ni estilo) de Guía de pecadores de Fray Luis de Granada; con todo, ello no debilita su originalidad, ni mucho menos, en todo caso confirma la formación cultural del autor, pues el autor mismo admite y acepta que, a la hora de escribir su obra, tuvo varios libros encima de la mesa. Además, su inconmensurable trabajo realizado en euskera y de gran calidad asegura su originalidad.

- Contenido importante: el tema se encuentra en el centro de las enseñanzas cristinas, pues la vida se ve como un camino hacia Dios y por lo tanto el objetivo del cristiano. Esta obra se centra en los daños que provoca en este camino la vagancia y el dejar las tareas para luego. Tomando refranes y dichos populares para asegurar su imperecibilidad, ataca, por el camino de la Contrarreforma, la Reforma protestante.

- Formas bellas: desde el punto de vista de la literatura utiliza formas bellas, ágiles, flexibles y modo de hablar lleno de vida: pasa de una idea a otra con rapidez, pero sin causar confusión. Escribe para gente de nivel medio, con proposiciones encadenadas de forma equilibrada, ganando así la atención del lector. La repetición de palabras, sonidos y estructuras sintácticas paralelas, junto con las aliteraciones y preguntas retóricas, aligeran la posible pesadez del tema.

- Lengua adecuada: el uso de refranes y la acumulación de sinónimos para que fuera entendible por cualquier vascohablante demuestra que el autor conocía no solo bien el euskera, sino también el mundo vasco. Los juegos de palabras, refranes, golpes de humor, etc., tienen rasgos vascos, sin duda alguna. Axular es un maestro en la prosa retórica, tal y como demuestra el tratamiento estilístico que hace del tema.